# Zephyranthes yaviensis
Zephyranthes yaviensis är en amaryllisväxtart som beskrevs av Pierfelice Ravenna. Zephyranthes yaviensis ingår i släktet Zephyranthes och familjen amaryllisväxter. Inga underarter finns listade i Catalogue of Life.